# شعب المعاين (الحيمة الخارجية)

تعديل مصدري - تعديل

شعب المعاين هي إحدى قرى عزلة بنى شمهان بمديرية الحيمة الخارجية التابعة لمحافظة صنعاء، بلغ تعداد سكانها 51 نسمة حسب تعداد اليمن لعام 2004.